# Résolution 439 du Conseil de sécurité des Nations unies
Membres permanents
- Chine
- États-Unis
- France
- Royaume-Uni
- URSS

Membres non permanents
- Allemagne de l'Ouest
- Bolivie
- Canada
- Gabon
- Inde
- Koweït
- Mauritanie
- Nigéria
- Tchécoslovaquie
- Venezuela

Résolution no 438 Résolution no 440
La résolution 439 du Conseil de sécurité des Nations unies, adoptée le 13 novembre 1978, après avoir rappelé les résolutions 385 (1976), 431 (1978), 432 (1978) et 435 (1978), a condamné l'Afrique du Sud pour sa décision de procéder unilatéralement à des élections en Namibie en violation des résolutions précédentes. Le Conseil de sécurité a considéré qu’il s’agissait là d’un défi manifeste à l’autorité des Nations unies.
La résolution 439 poursuit en disposant que les résultats des élections tenues dans le Sud-Ouest africain seront déclarés nuls et de nuls effets et ne seront reconnus ni par les Nations unies ni par aucun de ses États membres. Le Conseil a exigé que l'Afrique du Sud coopère avec lui et, dans le cas contraire, envisagera de prendre d'autres mesures au titre du chapitre VII de la Charte des Nations unies afin de garantir le respect par l'Afrique du Sud des décisions du Conseil de sécurité. La résolution demandait également au secrétaire général de rendre compte des progrès réalisés dans la mise en œuvre de la résolution avant le 25 novembre 1978.
La résolution a été adoptée par 10 voix contre aucune. Le Canada, la France, l'Allemagne de l'Ouest, le Royaume-Uni et les États-Unis se sont abstenus.

## Voir également
- Liste des résolutions du Conseil de sécurité des Nations unies adoptées en 1978
- Guerre de la frontière sud-africaine
- L'Afrique du Sud sous l'apartheid